# 青島ビール

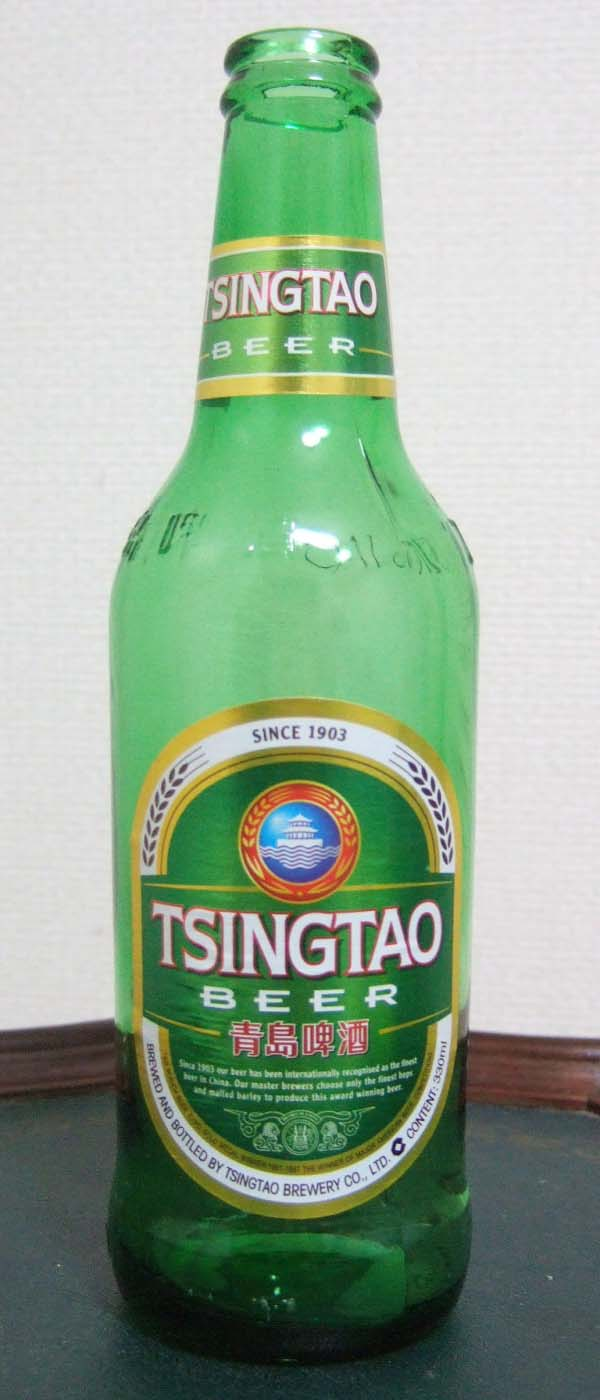

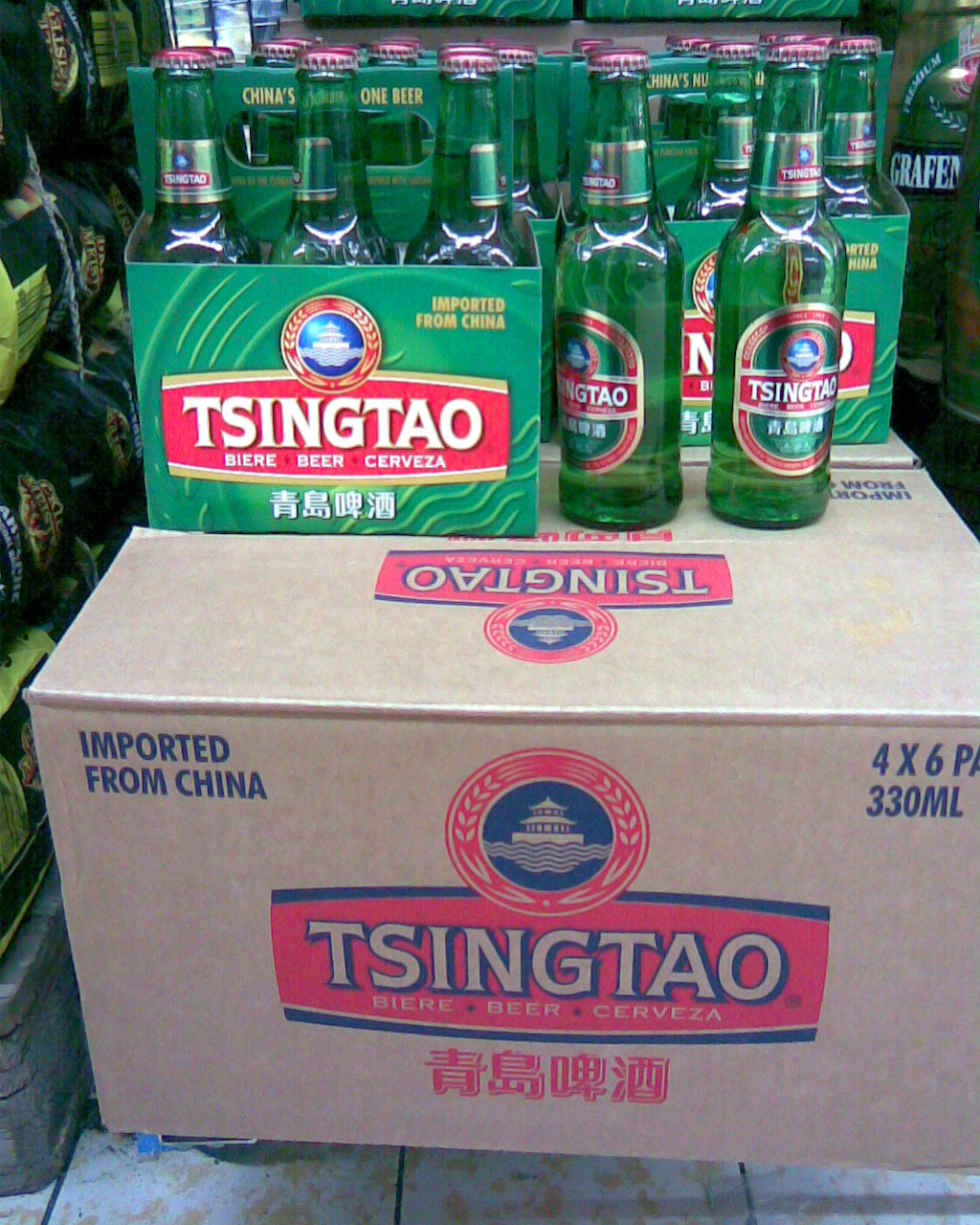

青島ビール（チンタオビール）は、1903年に中国山東省青島（チンタオ）で製造が始まった、ビールのブランド。中国で最も古いビールの一つである。メーカーの正式名称は青岛啤酒股份有限公司（Tsingtao Brewery Company Limited）。青島啤酒股份有限公司の社長は孫明波。現在、上海証券取引所と香港証券取引所に上場。

## 沿革
青島は1898年よりドイツの租借地となり、租借地経営の一環としての産業振興策としてビール生産の技術移転を行った。
1903年ドイツの投資家がこの地でのビール製造を開始を期して「日耳曼啤酒公司青島股份公司」（ゲルマンビール会社 青島株式会社）を興す。ドイツのビール醸造技術を採用した。
1914年、第一次世界大戦で日本がドイツ権益であった青島を占領（青島攻略戦）し、戦後の講和条約である1919年のヴェルサイユ条約でドイツから青島の租借権等を引き継ぐことを認められる。これらの諸権益の引き継ぎを受け、その一つであった青島ビールも日本の大日本麦酒が買収し経営を行うこととなった。大日本麦酒は設備を拡大して、この工場で札幌ビールと朝日ビールの製造も行なった。なおその後、1922年の山東還付条約によって山東半島に係る日本側の諸権益は中華民国に返還されるが、青島ビールの経営は引き続き大日本麦酒が行った。
1945年の日本の敗戦によって青島ビールの経営権は中国側に完全に接収され、中華民国及び中華人民共和国の国営企業による経営が行われた。
1993年7月15日、中国大陸の企業として初めて香港証券取引所（H株）に上場した。1993年8月27日、上海証券取引所に上場。その後、改革開放路線の進展に伴い、民営化された。
1999年から大日本麦酒の後身であるアサヒビールと深圳に合弁企業、深圳青島啤酒朝日有限公司（青島40％、アサヒ60％）を設立し、中国国内向け「スーパードライ」の現地生産・出荷を行っている。一方で、日本向けには青島ビール（共同開発した生ビール）を出荷していたが、2009年3月の出荷をもって終了した。その後は日本ビールが、また2014年からは池光エンタープライズが輸入している。
2002年にアメリカのアンハイザー・ブッシュと戦略的提携を締結し、アンハイザー・ブッシュは発行済み株式の約27%を取得した。ただし2009年1月にアンハイザー・ブッシュ・インベブ（2008年にアンハイザー・ブッシュとインベブが合併して誕生）の保有する株式の大半（発行済み株式の約20%）をアサヒビールが取得しており、出資関係という点で見るとアサヒビールとの関係が強化されている。（2017年、出資関係解消）
2012年にはサントリーと中国における合弁会社設立で合意し、2013年より上海および江蘇省における「三得利（サントリー）」「青島」両ブランドのビールの販売を行っていたが、中国の景気減速から2015年10月に合弁を解消。ただしそれ以後もライセンス供与を受ける形で「三得利」ブランドのビールの生産・販売を続けている。
現在では、中国国内占有率は12.5％（2002年、1位）、販売量298万トン（2002年）であり、世界50ヵ国以上で販売されているグローバルなビールブランドとなっている。
2017年にはケニアでの販売を開始して、世界100カ国・地域への輸出を達成した。
2023年10月19日、ビール第3工場にて作業服を着用した男性が原材料に放尿しているとみられる動画が微博にて投稿、拡散され、中国のSNSでは反響が相次ぎ、「気持ち悪い」などと物議を醸しており、同社製品離れや中国の食品安全に疑問を呈する声が挙がった。このことを受けて、同社の通報により21日に公安が捜査を開始したことを発表した。犯人はその後、逮捕された。

## 不祥事、事件
2023年10月19日、ビール第3工場にて作業服を着用した男性が原材料に放尿しているとみられる動画が微博にて投稿、拡散され、中国のSNSでは反響が相次ぎ、「気持ち悪い」などと物議を醸しており、同社製品離れや中国の食品安全に疑問を呈する声が挙がった。このことを受けて、同社の通報により21日に公安が捜査を開始したことを発表した。
当初は現場となる輸送コンテナが工場の倉庫内だと思われていたが、平度市市場監督管理局のもと立ち上げられた調査チームにより、ある物流運送業者の輸送車両の車庫であることが明らかにされた。同社の消息筋の話によれば、「工場には多くのカメラがあり、現場付近にはトイレがあった。」という。これに対する憶測として、同業他社の者によって戦略的に行われたのではないかとされており、調査により、犯人は同社従業員ではなく外部雇用であることもわかった。同社は、現場はそのままの状態で保存して、捜査に協力すると発表した。同日、犯人と動画の撮影者が公安により逮捕された。
同社の株価は事件前より24日時点で時価総額が17億6000万元ほど蒸発し、下落の一途を辿った。この暴落によって、中国のネット上で「人類史上最も高価な小便」と呼ばれた。
韓国でも批判が巻き起こり、「小便ビール」事件と呼ばれた。韓国食品医薬品安全処と青島ビール輸入業者は「動画の工場は韓国から輸入するビールを生産する工場ではない」と明らかにしたが、韓国消費者の疑念は晴れない。この事件を目の当たりにした韓国消費者の間でも同社製品離れがあり、「きのう青島ビールを飲んだがショック」という声もあった。これに対し、同社製品を輸入する「ビアコリア」は、「韓国に輸入する青島ビールは議論になった第３工場ではなく第１、第２、第５工場で生産される。工場ごとにそれぞれ保管する麦芽を使うため（動画で）問題の麦芽が他の工場で使われる可能性もない」と弁明した。

## 嶗山ビール
青島ビール会社が青島の東郊外の嶗山（ろうざん）の麓にある工場で製造するビールは嶗山ビールと称して中国国内で広く販売されている。 

## 青島国際ビール祭

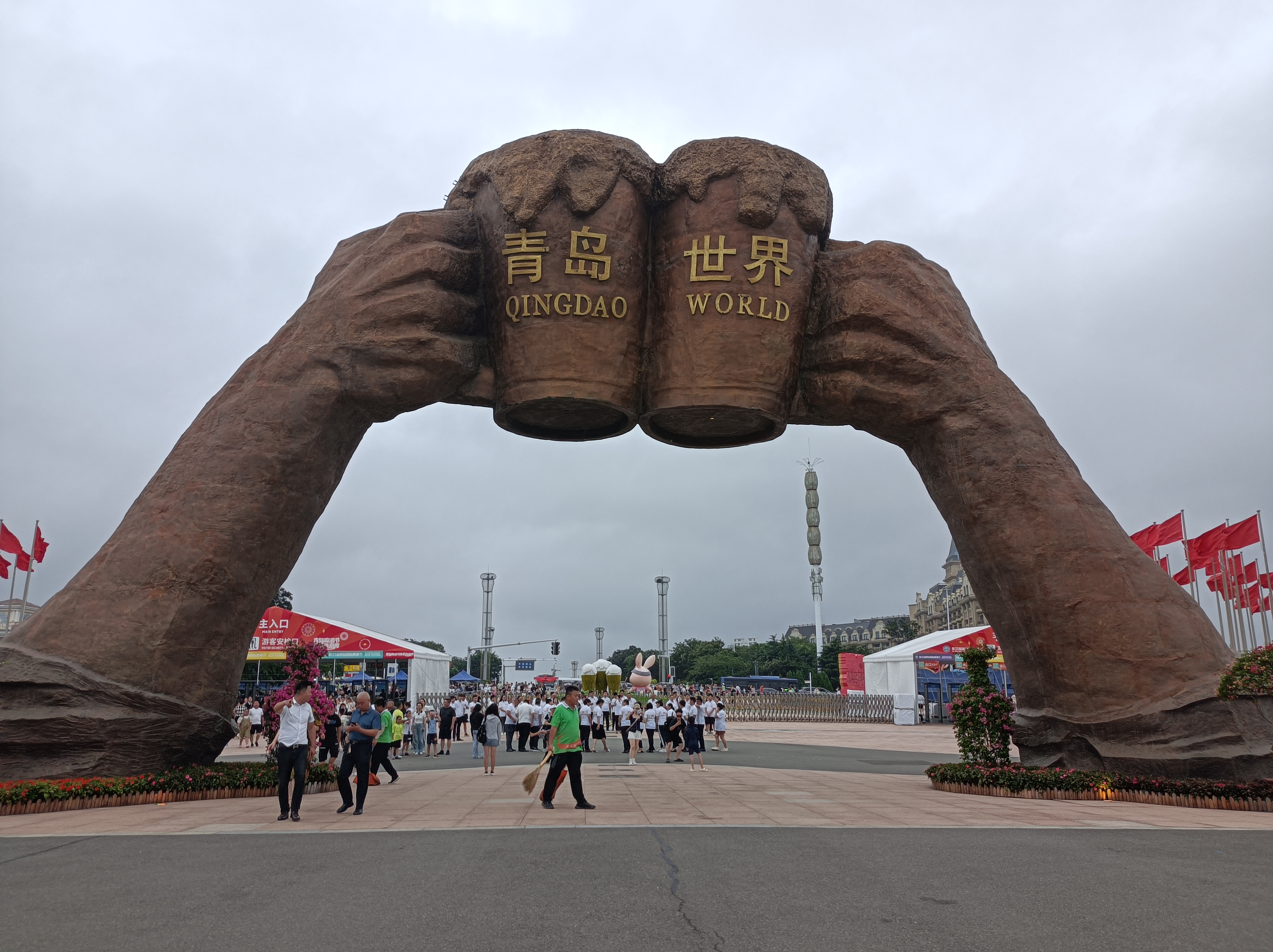
青島国際ビール祭

青島では毎年8月第2週に青島国際ビール祭（zh:青岛国际啤酒节）が開催されており、文化イベントなど様々な催しが行われる。

## スポーツへの協賛
2008年開催の北京オリンピックのローカルスポンサー（公式スポンサー）であった。
2020年までAFCチャンピオンズリーグの公式スポンサーである。